# Коженев
Коженев (пол. Korzeniew) — село в Польщі, у гміні Мицелін Каліського повіту Великопольського воєводства.
Населення — 584 особи (2011).
У 1975-1998 роках село належало до Каліського воєводства.

## Демографія
Демографічна структура станом на 31 березня 2011 року:
|          | Загалом | Допрацездатний вік | Працездатний вік | Постпрацездатний вік |
| -------- | ------- | ------------------ | ---------------- | -------------------- |
| Чоловіки | 289     | 61                 | 184              | 44                   |
| Жінки    | 295     | 57                 | 160              | 78                   |
| Разом    | 584     | 118                | 344              | 122                  |